# Edith Márquez
Edith Márquez (Città del Messico, 27 gennaio 1973) è una cantante, compositrice e attrice messicana.
Ha iniziato la sua carriera con i programmi Juguemos a cantar (1978) e Canta, Canta (1984), poi ha studiato nella scuola di Televisa ed è stato membro del gruppo musicale Timbiriche.
Ha partecipato nel festival Festival di Viña del Mar nel 2001.

## Televisione
- Papá soltero (1987-1994) - Alejandra
- Agujetas de color de rosa (1994) - Edith
- Me tengo que casar/Papá soltero (1995) - Alejandra
- Sentimientos ajenos (1996) - Marcela
- Libera di amare; altro titolo: Il privilegio di amare (El privilegio de amar) (1998) - Luciana
- Mañana es para siempre (2009) - Julieta

## CD
- 1987, Timbiriche VIII&IX, Melody (Messico)
- 1989, Los Clásicos de Timbiriche,  Melody (Messico)
- 1990, Timbiriche 10, Melody (Messico)
- 1998, Frente a ti, Warner Music (Messico)
- 2000, Caricias del Cielo, Warner Music (Messico)
- 2001, Extravíate, Warner Music (Messico)
- 2003, ¿Quién Te Cantará?,  Warner Music (Messico)
- 2005, Cuando Grita La Piel, Warner Music (Messico)
- 2007, Memorias del Corazón, EMI Music (Messico)
- 2008, Memorias del Corazón, EMI Music (Messico)
- 2008, Pasiones de Cabaret, EMI Music (Messico)
- 2008, En Concierto desde el Metropólitan (CD),  Warner Music (Messico)
- 2008, Pasiones de Cabaret (Edición Especial CD + DVD), EMI Music (Messico)